# Vallecillosaurus donrobertoi
Il vallecillosauro (Vallecillosaurus donrobertoi) è un rettile estinto appartenente ai lepidosauri, vissuto nel Cretaceo superiore (Turoniano, circa 92 milioni di anni fa). I suoi resti fossili sono stati rinvenuti in Messico, nello stato di Nuevo León.

## Descrizione
Questo rettile fossile è conosciuto per uno scheletro articolato di cui si è conservata solo la metà posteriore. Lungo un paio di metri, questo animale doveva possedere corpo e coda piuttosto allungati, solo parzialmente adattati alla vita acquatica. Le caratteristiche, in ogni caso, lo denotano come un rappresentante del gruppo degli aigialosauri. Rispetto agli altri componenti del gruppo, il vallecillosauro possedeva vertebre caudali dalle spine neurali più alte e una tibia di grandi dimensioni. Questa specie, inoltre, possedeva zampe posteriori piuttosto primitive rispetto a quelle dei successivi mosasauri, nei quali erano completamente adattate alla vita acquatica.

## Conservazione di tessuti molli
L'esemplare rinvenuto è di eccezionale importanza, poiché conserva le impronte della pelle; essa era rivestita di scaglie romboidali organizzate in file oblique. Si sono conservati anche i contenuti dell'addome, che includono una quindicina di ciottoli di carbonato, probabilmente utilizzati dall'animale per aumentare il peso e rimanere sott'acqua (gastroliti).

## Habitat
Il vallecillosauro è il più antico aigialosauro noto in Nordamerica. La presenza di questo animale in un continente diverso dall'Europa, in cui sono stati rinvenuti gli altri aigialosauri, suggerisce che questi animali possedessero una notevole capacità di nuotare attraverso il mare aperto; fino alla scoperta del vallecillosauro, questa caratteristica non era stata presa in grande considerazione dagli studiosi. È probabile, quindi, che il vallecillosauro e i suoi parenti si spostassero anche in mare aperto, oltre che in acque costiere e fluviali.